# Греку, Фира Львовна
Фира (Эсфирь) Львовна Греку (урождённая Брик; 1919, Константинополь — 21 июля 1992, Кишинёв, Молдавия) — советский молдавский живописец и керамист. Жена художника М. Г. Греку.

## Биография
Родилась в 1919 году в Константинополе. Училась во французской гимназии в Кишинёве.
В середине 1930-х годов семья Брик уехала в Бухарест, где Фира продолжила учиться в румынской гимназии, а затем поступила в Академию художеств на факультет живописи (где познакомилась с мужем). Вторая мировая война прервала её учёбу и она вернулась в Бессарабию, а с началом Великой Отечественной войны, в 1941 году, эвакуировалась. Скиталась беженцем по степям Северного Кавказа, спасаясь от наступавших немецких войск, и добрала до Казахстана.
По окончании войны вернулась в Кишинёв, восстановилась в Художественном училище. Керамика была её страстью. Греку путешествовала по селам, собирая материал для альбома о народном крестьянском искусстве, работала в сельских гончарнях: тогда в Кишинёве не было ещё условий для производства керамики. С 1963 года стала ездить на творческую базу в Дзинтари, где работала в группах художников из разных регионов Советского Союза. В Прибалтике она создала лучшие керамические вещи, которые вошли в коллекцию Национального художественного музея Молдовы.
В 1958 году была консультантом документального фильма «Баллада мастеров» о молдавских народных промыслах. В 1969 году она создавала костюмы для спектаклей в театре «Лучафэрул» (режиссёр С. Шкуря, художник М. Греку).
В 1971 году участвовала в Международном симпозиуме по керамике в Вильнюсе, где её работа «Декоративные молдавские колонки» была отмечена журналистами и художественной критикой. Состояла в руководстве декоративно-прикладной секции Союза художников Молдавии, её приглашали для оформления больших выставок — в том числе и в Москве (в 1968 году в залах Манежа).
Умерла в 1992 году в Кишинёве. Выставка работ Э. Греку прошла в кишинёвской галерее имени Константина Брынкуша в ноябре 2011 года.
Дочь — Тамара Михайловна Греку-Пейчева (род. 1944) — молдавская художница и искусствовед. Зять — Дмитрий Петрович Пейчев (род. 1943) — молдавский художник и болгарский поэт.

## Интересный факт
Муж называл Фиру Львовну «Фиричелла» (рум. Firicel — ниточка, крупинка).
Небольшое эссе про «Фиричелла»: 

## Альбомы
- Esfira Grecu: ceramic, costume, acuarele (Эсфира Греку: керамика, костюмы, акварели). Кишинёв: Elan Poligraf, 2011.